# Hirotoshi Yokoyama
Hirotoshi Yokoyama (横山 博敏 Yokoyama Hirotoshi?, nacido el 9 de mayo de 1975 en Kagoshima)

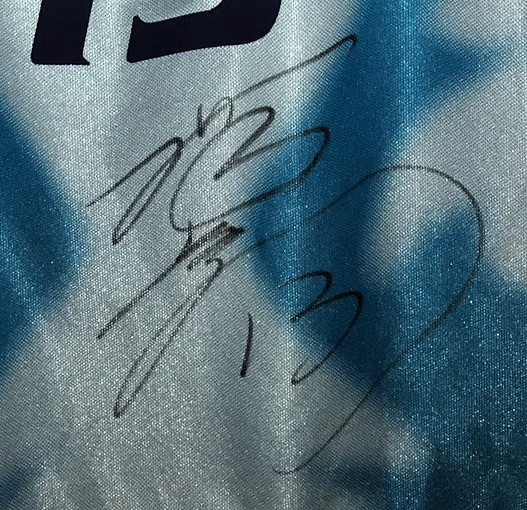
Autógrafo de Hirotoshi Yokoyama

es un exfutbolista japonés. Jugaba de centrocampista y su último club fue el TDK de Japón.

## Trayectoria

### Clubes
| Club                | País  | Año         |
| ------------------- | ----- | ----------- |
| JEF United Ichihara | Japón | 1998 - 1999 |
| Yokohama FC         | Japón | 2000 - 2004 |
| Ventforet Kofu      | Japón | 2004 - 2005 |
| TDK                 | Japón | 2006 - 2007 |